# Jimmie Webster
James Donart Webster, plus connue sous le nom Jimmie Webster (né le 11 août 1908 à Van Wert, Ohio – décédé le 11 avril 1978 à Long Island, New York) est un guitariste américain connu comme l'inventeur du tapping à deux mains, dit Touch Guitar. Son professeur de guitare, Harry DeArmond, lui montre comment utiliser la technique du hammer-on à la main droite (à l'origine, pour démontrer la bonne sensibilité de micros produits par l'entreprise de DeArmond). Webster approfondit l'idée et invente une nouvelle approche guitariste qui fera date dans l'histoire de l'instrument, puisque le tapping est aujourd'hui une technique très répandue. En 1952, il écrit he Touch System for Electric and Amplified Spanish Guitar, parfois référencé comme The Illustrated Touch Method.
Le nom de Webster est fortement associé à la marque Gretsch. Nombre des brevets acquis par Webster sont désormais détenus par l'entreprise.